# Horváth József (labdarúgó, 1890)
Horváth József (1890. szeptember 25. – 1945.) válogatott labdarúgó, csatár. A magyar labdarúgó-válogatottban legfiatalabban bemutatkozó játékos.

## Pályafutása

### Klubcsapatban
A BTC labdarúgója volt. A csapattal két bajnoki bronzérmet szerzett. Az első világháború előtt, Bodnár Sándor és Schlosser Imre mellett a legnagyobb tehetségű csatárnak tartották. Tökéletesen kezelte a labdát, kiválóan cselezett, kapura lövései veszélyesek voltak. Gyakori derékbántalmai miatt fiatalon kénytelen volt visszavonulni az aktív labdarúgástól.

### A válogatottban
1906 és 1914 között hat alkalommal szerepelt a magyar labdarúgó-válogatottban és öt gólt szerzett.

## Sikerei, díjai
- Magyar bajnokság
  - Bronzérmes: 1912–13

## Statisztika

### Mérkőzései a válogatottban
| Magyarország | Magyarország      | Magyarország               | Magyarország | Magyarország | Magyarország | Magyarország  | Magyarország | Magyarország |
| #            | Dátum             | Helyszín                   | Hazai        | Eredmény     | Vendég       | Kiírás        | Gólok        | Esemény      |
| ------------ | ----------------- | -------------------------- | ------------ | ------------ | ------------ | ------------- | ------------ | ------------ |
| 1.           | 1906. április 1.  | Budapest, Millenáris-pálya | Magyarország | 1 – 1        | Csehország   | barátságos    | -            |              |
| 2.           | 1906. október 7.  | Prága, Slavia-stadion      | Csehország   | 4 – 4        | Magyarország | barátságos    | 2            | 33' 86'      |
| 3.           | 1906. november 4. | Budapest, Millenáris-pálya | Magyarország | 3 – 1        | Ausztria     | barátságos    | -            |              |
| 4.           | 1907. április 7.  | Budapest, Millenáris-pálya | Magyarország | 5 – 2        | Csehország   | barátságos    | 3            | 21' 70' 85'  |
| 5.           | 1907. május 5.    | Bécs, Rapid-pálya          | Ausztria     | 3 – 1        | Magyarország | barátságos    | -            |              |
| 6.           | 1914. május 3.    | Bécs, WAC-Platz            | Ausztria     | 2 – 0        | Magyarország | Wagner-serleg | -            |              |
|              | Összesen          |                            |              | 6            | mérkőzés     |               | 5            | gól          |